# سوزان كونولي
سوزان كونولي (بالإنجليزية: Susan Connolly)‏ هي فنانة تشكيلية أيرلندية، ولدت في 1976.

## وصلات خارجية
- الموقع الرسمي